# Vassylkivska (métro de Kiev)
Vassylkivska (ukrainien : Васильківська) est une station de la ligne Obolonsko-Teremkivska (M2) du métro de Kiev. Elle est située dans le raïon de Holossiïv de la ville de Kiev en Ukraine.
Mise en service en 2010, elle est desservie par les rames de la ligne M2. Le service est arrêté ou perturbé depuis l'invasion de l'Ukraine par la Russie en 2022.

## Situation sur le réseau
Établie en souterrain, la station Vassylkivska, est une station, de passage, de la Ligne Obolonsko-Teremkivska (M2) du métro de Kiev. Elle est située, entre la station Holossiïvska, en direction du terminus nord Heroïv Dnipra, et la station Vystavkovyi tsentr, en direction du terminus sud, Teremky.
Elle dispose d'un quai central encadré par les deux voies de la ligne.

## Histoire
La station Vassylkivska est mise en service le 15 décembre 2010, lors de l'ouverture à l'exploitation du prolongement de Lybidska à Vassylkivska qui devient le nouveau terminus sud de la ligne. Elle est réalisée par les architectes AT. Gneverev, T. Tselikovskaya, E. Plashchenko, A. Nashivochnikov et Yu. Kravchenko.
Elle devient une station de passage lors du prolongement suivant, jusqu'à Vystavkovyi tsentr,  le 27 décembre 2011.

## Services aux voyageurs

### Accès et accueil

Installations
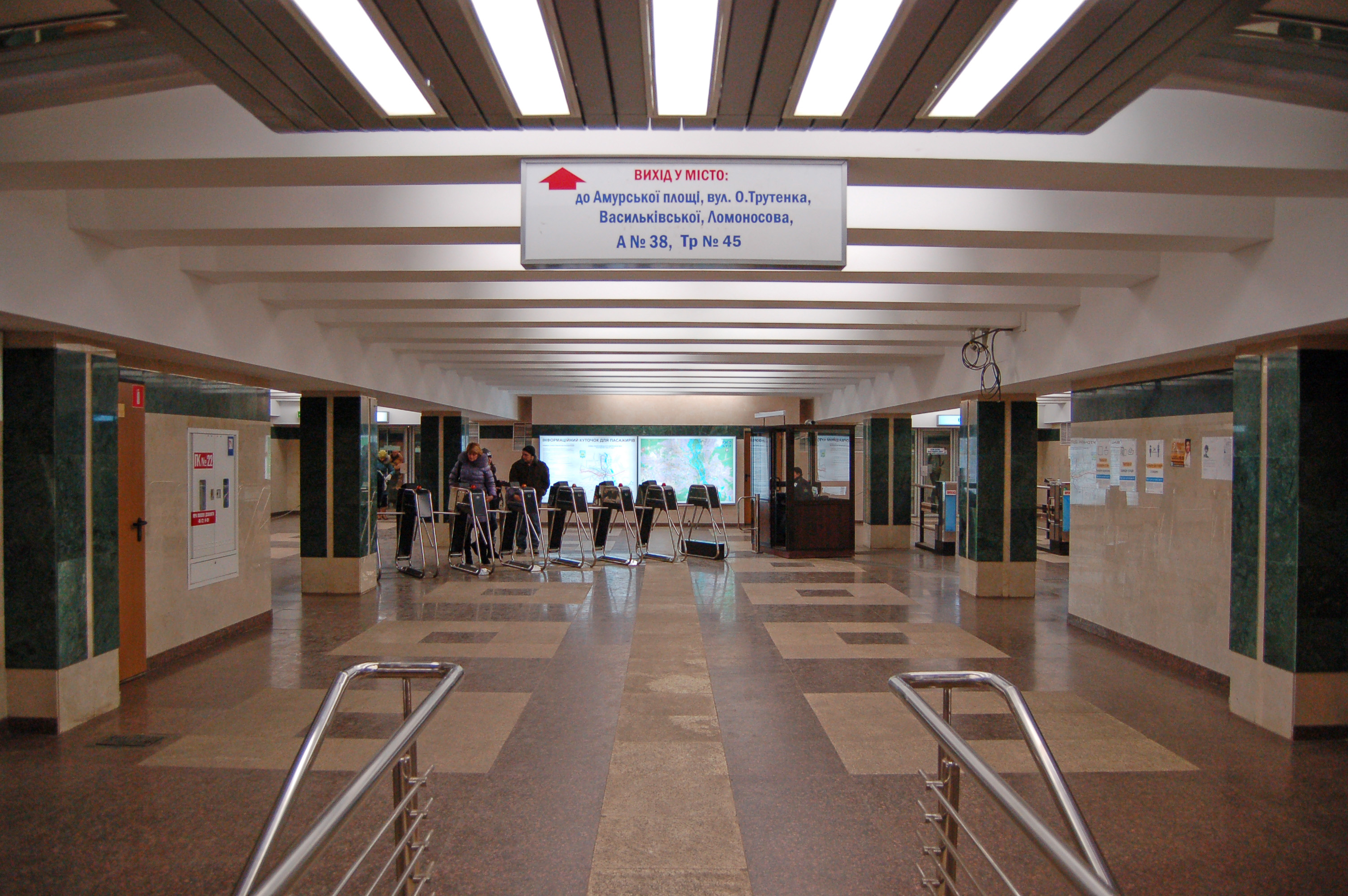
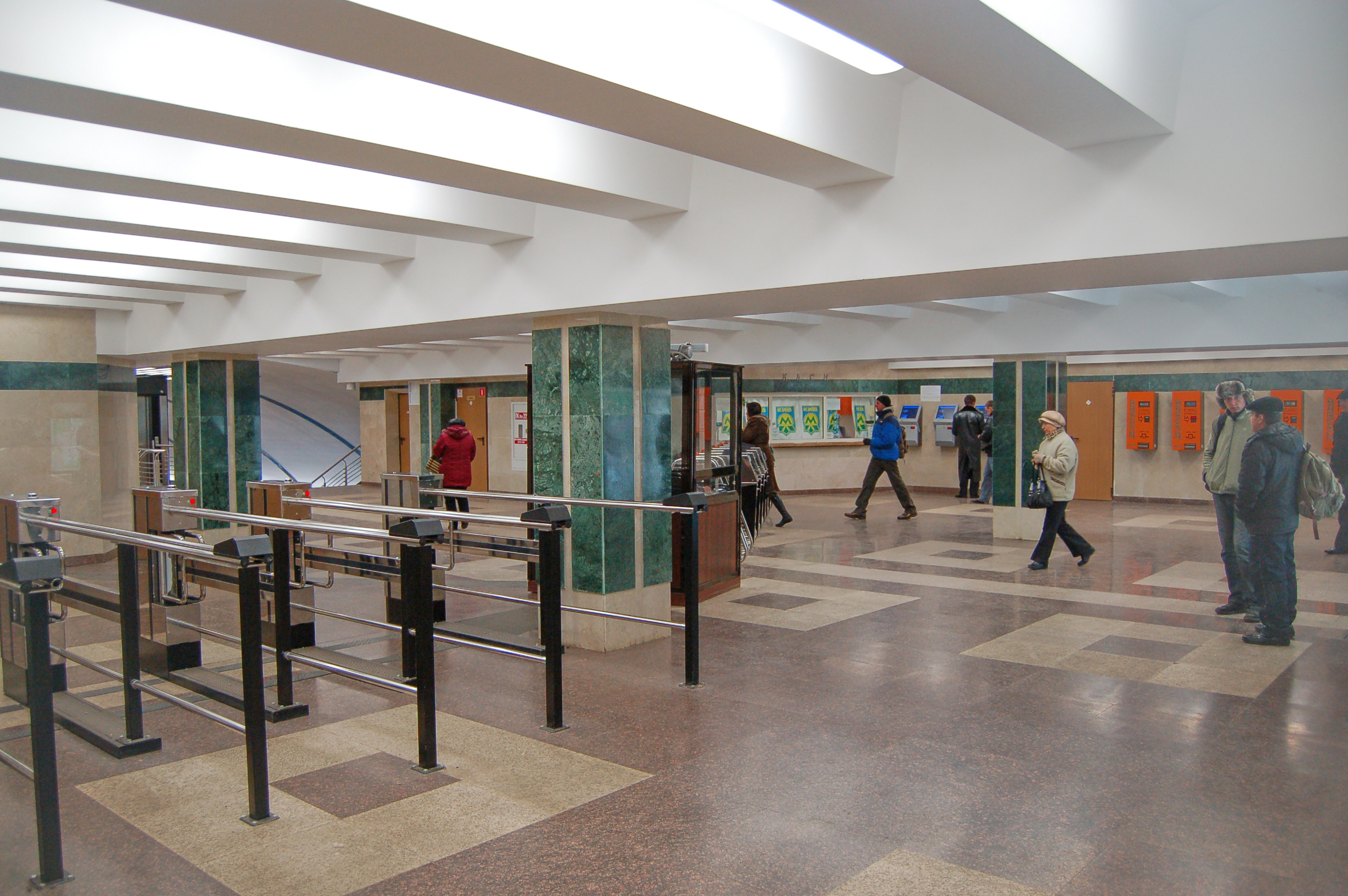

### Desserte
Vassylkivska , est desservie par les rames de la ligne Obolonsko-Teremkivska (M2).

Installations et desserte
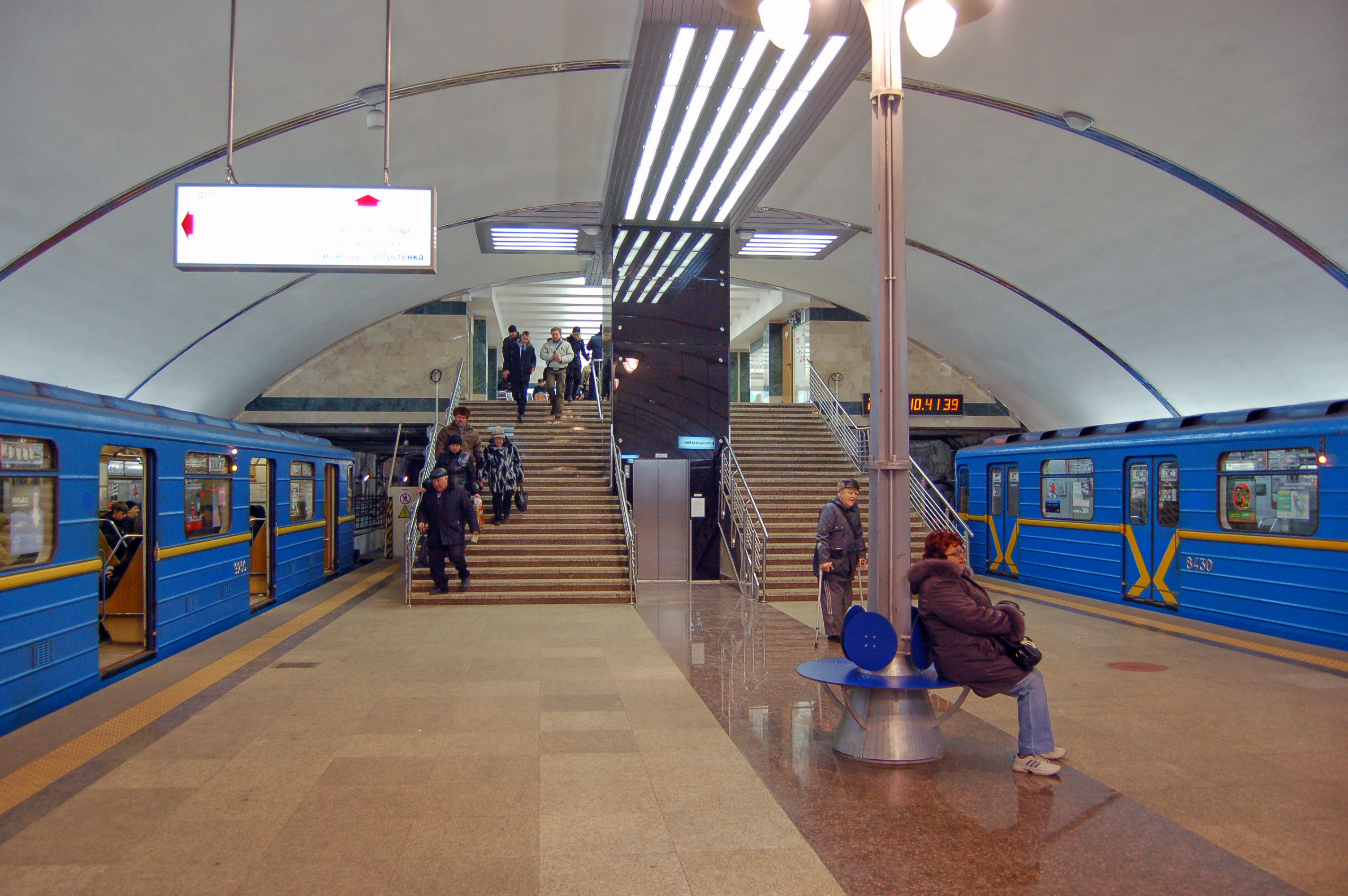
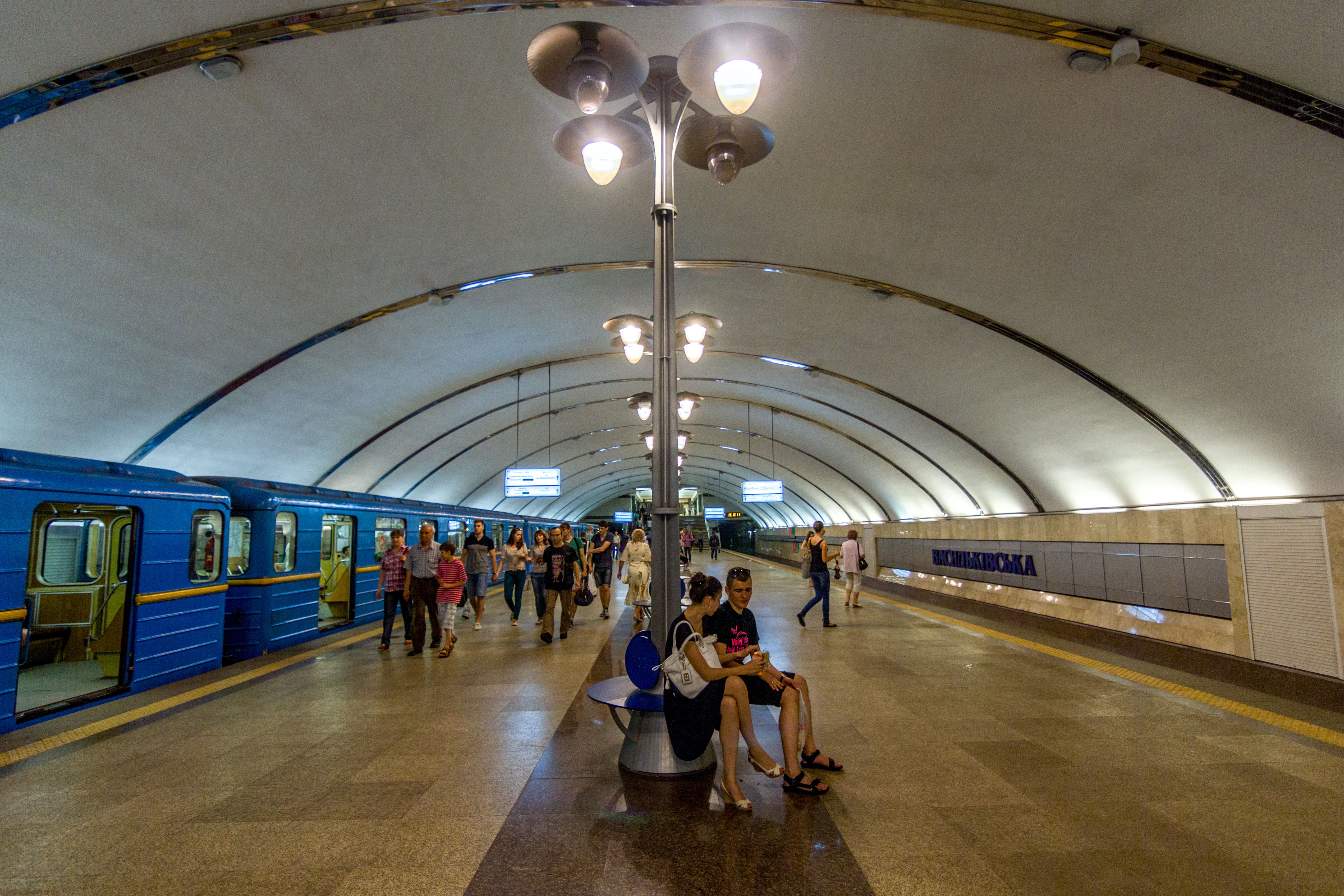
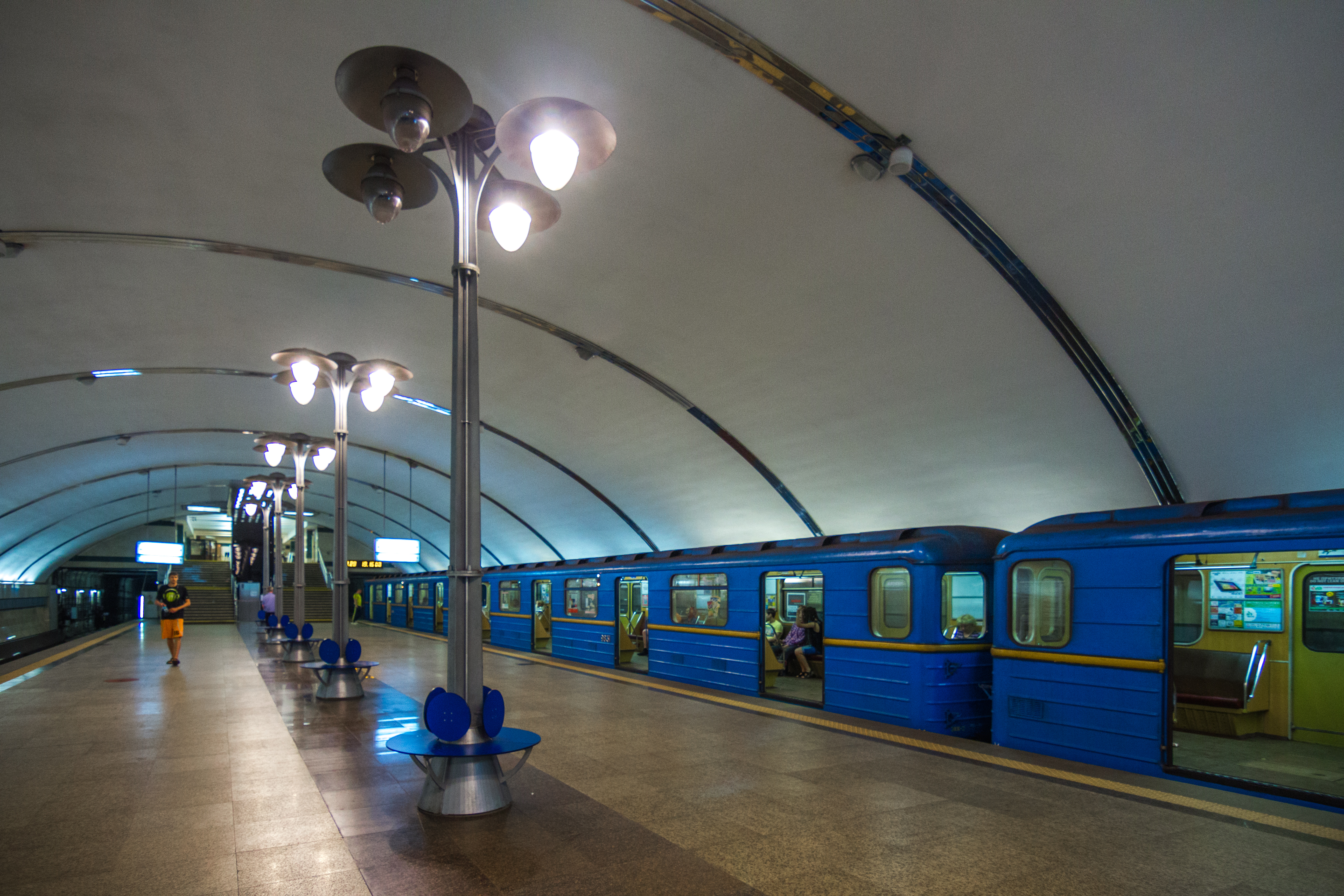